# Boulengerula taitana
Boulengerula taitana är en groddjursart som beskrevs av Arthur Loveridge 1935. Boulengerula taitana ingår i släktet Boulengerula och familjen Caeciliidae. IUCN kategoriserar arten globalt som livskraftig. Inga underarter finns listade.